# TT108
La tombe thébaine TT 108 est située à Cheikh Abd el-Gournah, dans la nécropole thébaine, sur la rive ouest du Nil, face à Louxor en Égypte.
C'est la sépulture de Nebseni, grand prêtre d'Anhour, qui a vécu sous le règne de Thoutmôsis IV.